# Euphorbia verapazensis
Euphorbia verapazensis är en törelväxtart som beskrevs av Paul Carpenter Standley och Julian Alfred Steyermark. Euphorbia verapazensis ingår i släktet törlar, och familjen törelväxter.
Artens utbredningsområde är Guatemala. Inga underarter finns listade i Catalogue of Life.